# Teorema di Brunn-Minkowski
In matematica, il teorema di Brunn-Minkowski (o disuguaglianza di Brunn-Minkowski) è una disuguaglianza che mette in relazione volumi (o, più in generale, misure di Lebesgue) di sottoinsiemi compatti di uno spazio euclideo. La versione originale del teorema di Brunn-Minkowski (Hermann Brunn 1887; Hermann Minkowski 1896) si applicava a insiemi convessi; la generalizzazione a insiemi compatti non convessi a cui ci riferiamo qui è dovuta a L. A. Lyusternik (1935).

## Enunciato del teorema
Sia n ≥ 1 mentre μ denoti la misura di Lebesgue in Rn. Siano A e B due sottoinsiemi compatti non vuoti di Rn. Allora vale la seguente disuguaglianza:
{\displaystyle [\mu (A+B)]^{1/n}\geq [\mu (A)]^{1/n}+[\mu (B)]^{1/n},}
dove A + B denota la somma di Minkowski:
{\displaystyle A+B:=\{\,a+b\in \mathbb {R} ^{n}\mid a\in A,\ b\in B\,\}.}

## Osservazioni
La dimostrazione del 'teorema di Brunn-Minkowski stabilisce che la funzione
{\displaystyle A\mapsto [\mu (A)]^{1/n}}
è concava nel senso che, per ogni coppia di sottoinsiemi compatti non vuoti A e B di Rn e per 0 ≤ t ≤ 1, si ha
{\displaystyle \left[\mu (tA+(1-t)B)\right]^{1/n}\geq t[\mu (A)]^{1/n}+(1-t)[\mu (B)]^{1/n}.}
Per due insiemi convessi A e B, la disuguaglianza nel teorema è stretta per 0 < t < 1 salvo nel caso in cui A e B siano omotetici, ossia uguali per traslazione e trasformazioni in scala.